# Vickers K
De Vickers K of VGO (Vickers Gas Operated) was een licht machinegeweer van de Britse fabrikant Vickers-Armstrong dat voornamelijk gebruikt werd als boordwapen van vliegtuigen. De benaming ‘Vickers K’ was de naam die Vickers gebruikte voor de commerciële/export versie van de “Gun, Machine, Vickers G.O. .303-inch No.1, Mk.1” van de Britse strijdkrachten.

## Geschiedenis
Het wapen is een geheel ander wapen dan het zware watergekoelde .303 inch Vickers C machinegeweer Mk.I dat was afgeleid van het Maxim machinegeweer. De Vickers K is luchtgekoeld en werkt op gasdruk. Het werd daarom ook wel Vickers G.O. of VGO (Vickers Gas Operated) genoemd.

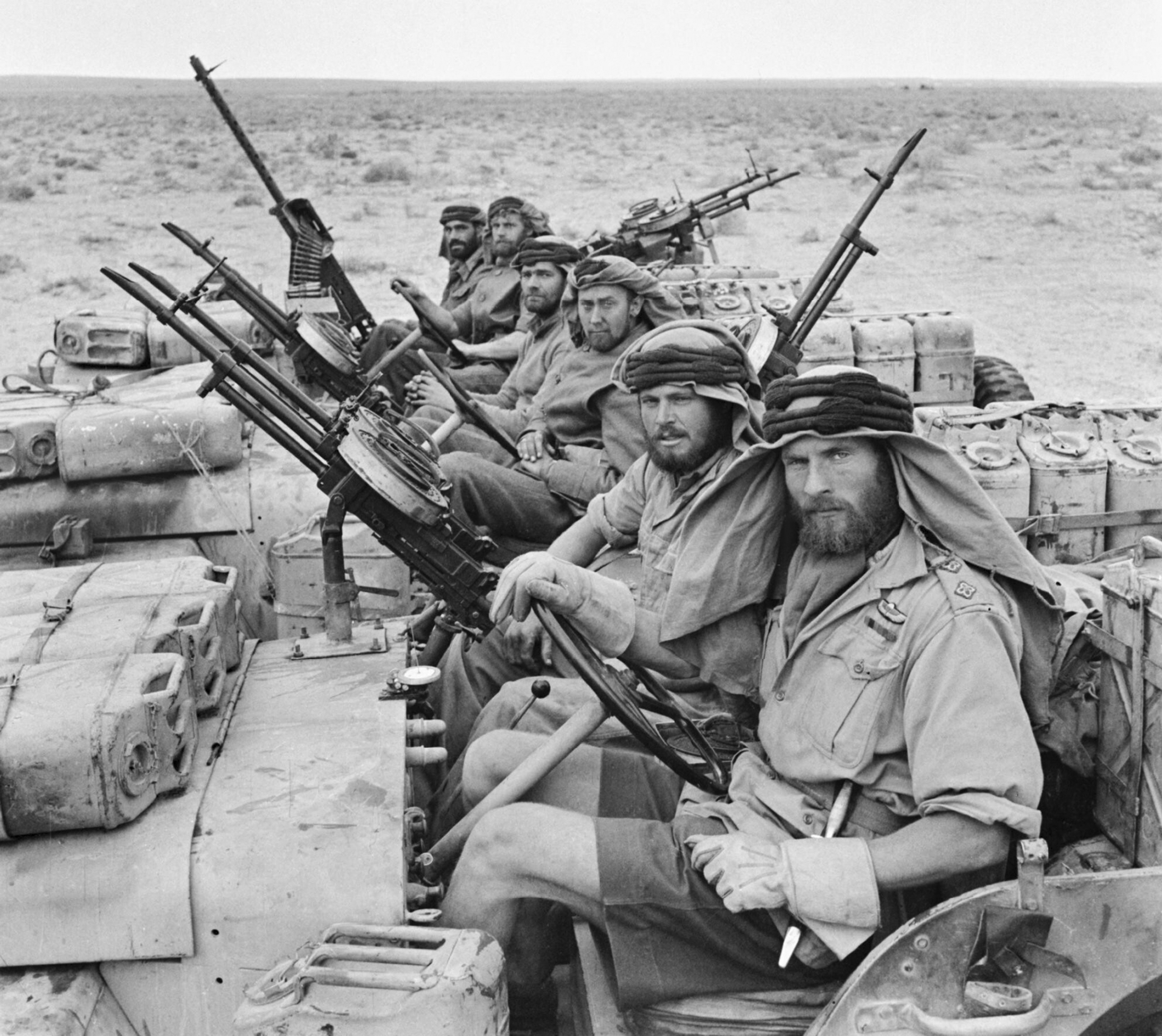
SAS-Patrouille in Noord-Afrika

De Franse legerofficier Lt. André Berthier (1858-1923):p243-247 ontwierp in 1910 de eerste versie van een lichte mitrailleur: de Fusil Mitrailleur Berthier Modèle 1910. Vickers-Armstrongs kocht in 1925 de rechten van een latere versie, de Fusil Mitrailleur Berthier Modèle 1922, en ontwikkelde daaruit de Vickers L , beter bekend als het Vickers-Berthier (VB) infanteriemachinegeweer (1925). Vickers hoopte dat deze door het Bitse leger gekozen zou worden om het Lewis machinegeweer te vervangen, maar men koos voor de Tsjehoslowaakse ZB vz.27, die later in licentie geproduceerd zou worden onder de naam Bren LMG. Er werd alleen een klein aantal VB’s verkocht aan het Brits-Indische leger, dat het vanaf 1932 gebruikte.
Vickers paste daarom het wapen aan zodat het geschikt zou zijn als boordwapen op vliegtuigen. Het nieuwe wapen werd Class 'K' gun genoemd. De aanpassingen zorgden ervoor dat de Vickers K een zeer hoge vuursnelheid van ±1.000 schoten per minuut kreeg, wat nodig was voor vliegtuigmitrailleurs, aangezien een boordschutter slechts zeer weinig tijd zou hebben om op een aanvallend vliegtuig te vuren. De Vickers K werd door de Royal Air Force aangeschaft als Vickers .303-inch Gas Operated Gun Mk 1 No 1.

## Beschrijving
Het Vickers K machinegeweer werkt op gasdruk. Het kan alleen volautomatisch vuren. Door de open afsluiter kan het niet gesynchroniseerd worden om door een draaiende propeller te schieten. De gascilinder bevindt zich onder de loop, en is voorzien van een zuiger met een lange slag die de verticaal kantelbare afsluiter bedient. De patronen worden van bovenaf aangevoerd vanuit een rond magazijnen met een maximale capaciteit van 100 patronen, hoewel het gebruikelijk was om slechts 96 of 97 patronen te laden om een betrouwbare aanvoer te garanderen. Het wapen heeft een enkele ‘spadehandgreep’ met een trekker aan de achterkant.
De munitie werd van bovenaf toegevoerd vanuit een veerbelast trommelmagazijn. Door het ronde trommelmagazijn kan het wapen niet in een vliegtuigvleugel worden gemonteerd. De Browning Mark II maakt gebruik van een patroonband, en deze werd daarom geselecteerd als het standaard vast-gemonteerde machinegeweer voor RAF-vliegtuigen. Ook voor de zelfverdediging vanuit (handbediende) geschutskoepels bleek het effect van de Vickers K onvoldoende voor luchtgevechten, en met de invoering van hydraulisch aangedreven geschutskoepels verdween de Vickers K grotendeels uit de bewapening van de Royal Air Force. Het bleef wel tot 1945 in gebruik bij de Fleet Air Arm. Overtollige Vickers G.O. No.1 Mk.1’s waren vanwegde de hoge vuursnelheid en het daarmee gepaard gaande munitieverbruik niet geschikt voor infanterie-eenheden, daarom gingen ze naar mobiele eenheden zoals de Long Range Desert Group en de Special Air Service. 
Overtollige Vickers G.O. No.1 Mk.1’s van de RAF werden omgebouwd tot de ‘Vickers G.O. No.2 Mk.1 «Land service»’-versie oorspronkelijk bestemd voor vliegveldbewakingseenheden van de RAF. Bij deze ‘land’-variant was de ‘spadehandgreep’ vervangen door een kolf en een pistoolgreep met trekker. Vanaf ca. 1943 werd deze variant ook gebruikt door verschillende Britse commando- en verkenningseenheden van de Britse landstrijdkrachten die in 1944 en 1945 in Europa opereerden. Deze wapens waren voorzien van een draaghandvat, een inklapbare voorsteun met twee poten en een nieuwe vaste richtmiddelen, dezelfde die de bren gebruikte.
Rond 1965 werd de Vickers K uitgefaseerd bij de Britse Krijgsmacht.

## Gebruik
De Vickers G.O. No.1 Mk.1 werd gebruikt op lichte en middelzware bommenwerpers van de RAF, zoals de Fairey Battle, Handley Page Hampden en Bristol Beaufort, en in andere lichte vliegtuigen zoals de Airspeed Oxford en Westland Lysander. Hij werd ook gebruikt in (handbediende) geschutskoepels, zoals de rugkoepel van de Bristol Blenheim en Avro Anson en de neuskoepel van de Armstrong Whitworth Whitley en Short Sunderland. Bovendien was het het standaard wapen van de "radiotelegrafist/boordschutters" van de Fleet Air Arm van de Royal Navy, op vliegtuigen zoals de Fairey Swordfish, Blackburn Skua en Supermarine Walrus. Sommige Handley Page Halifax toestellen waren naast hun standaard bewapening voorzien van twee extra Vickers K’s, in opstellingen aan de zijkanten van de romp.
De Vickers G.O. No.1 Mk.1 werd ook gebruikt door mobiele eenheden van de Britse landstrijdkrachten, zoals de Long Range Desert Group en de Special Air Service. In een enkele of dubbele opstelling gemonteerd op hun voertuigen bleek het wapensysteem zeer effectief bij de woestijnmissies van deze eenheden.
Vanaf 1942 vervingen de Coastal Forces van de Royal Navy de oude Lewis mitrailleurs aan boord van Motor Torpedo Boten (MTB’s), Motor Kanonneer Boten (MKB’s), lichte patrouille- bewakingsvaartuigen (Motor Launches) en andere lichte vaartuigen door de Vickers G.O. No.1 Mk.1. 
Sommigen werden gemaakt in 7,7mm voor België voor Wereldoorlog II. 

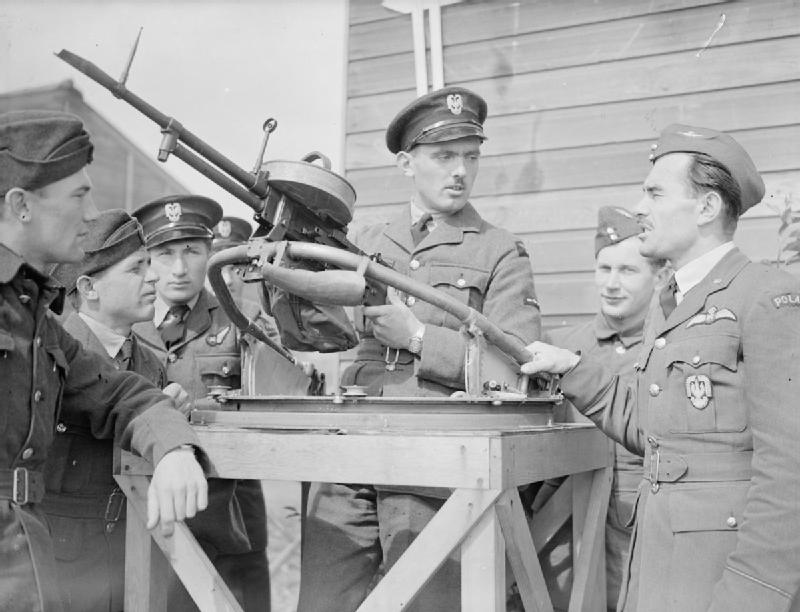
Poolse luchtmachtvrijwilligers worden getraind in het omgaan met Vickers K bij een RAF bombing and gunnery school. (juli 1940).
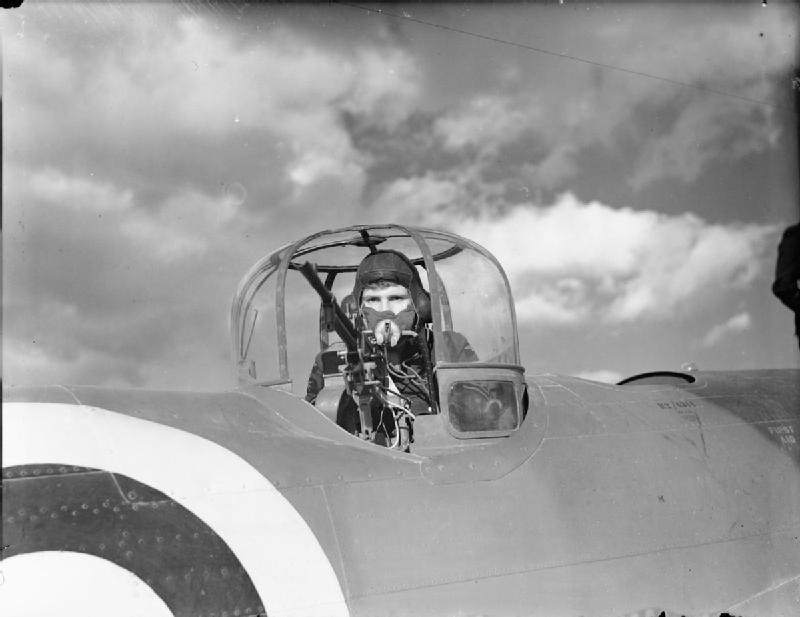
Een boordschutter bemant zijn Vickers K mitrailleur in de koepel van een Bristol Blenheim Mk.I (Menidi/Tatoi, Griekenland, nov. 1940)
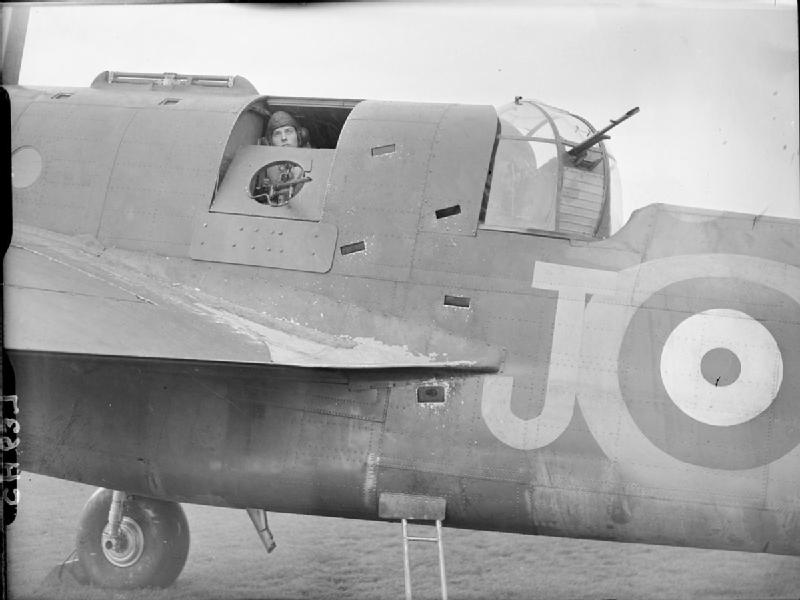
Boordschutters op een Bristol Beaufort Mk.I, de schutter in de Bristol Mk.IV-toren beschikt over een .303 Vickers K-machinegeweer. Voor extra bescherming tegen zijaanvallen is een extra ander Vickers K-machinegeweer in het toegangsluik gemonteerd.
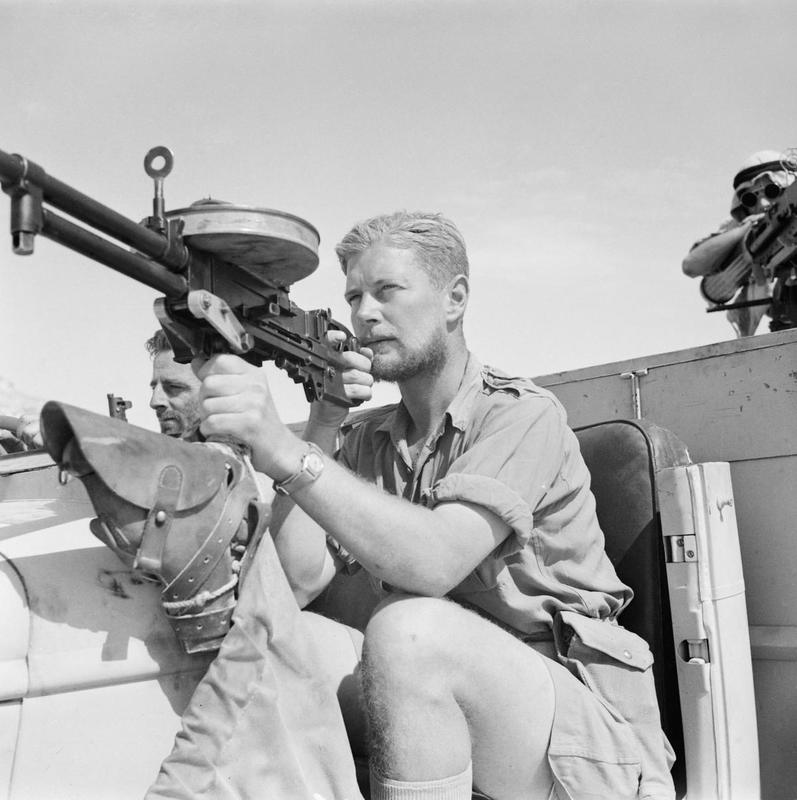
Lid van de LRDG poseert met een Vickers K op een Chevrolet 30-cwt truck (mei 1942)
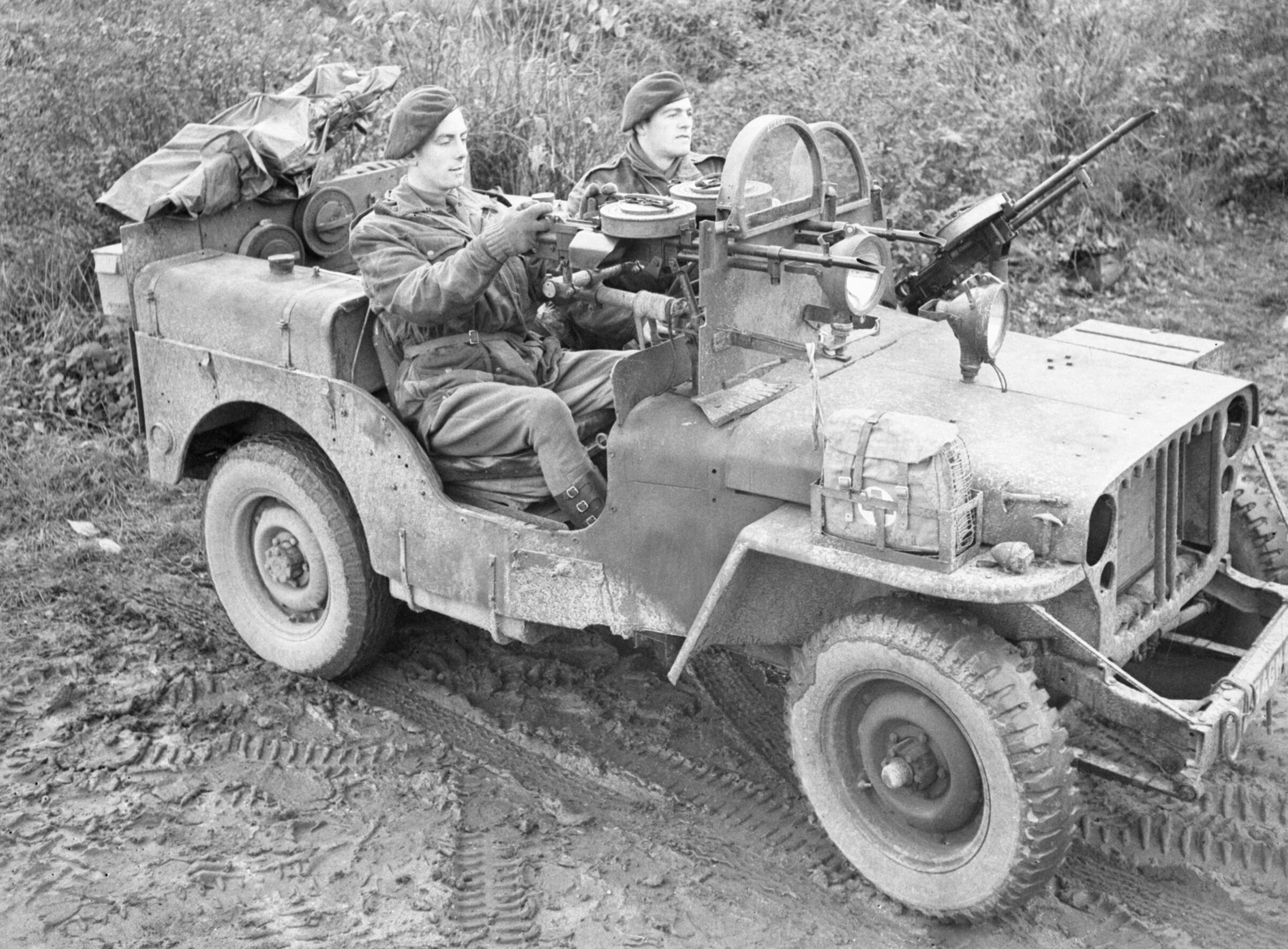
Een jeep van Special Air Service met maar liefst drie Vickers K machinegeweren, waarvan twee op een dubbelaffuit (nov. 1944).
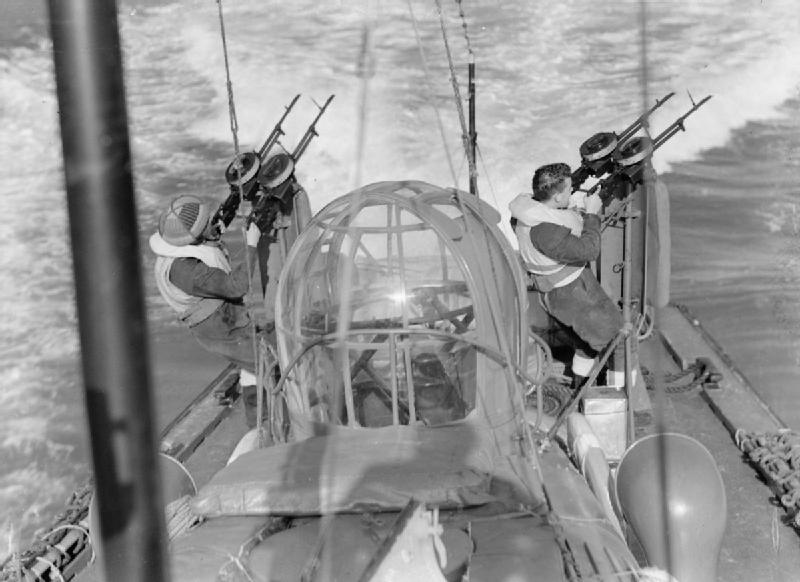
Schutters aan boord van HSL 169, een Type 2 'Whaleback' High Speed Launch van No.27 Air Sea Rescue Unit, bemannen hun tweeling-Vickers K’s op het achterdek tijdens een reddingsoefening in het Kanaal